# Bremsgitter
Das Bremsgitter ist eine Elektrode in einer Elektronenröhre. Das Bremsgitter (Gitter 3) ist bei Elektronenröhren die vierte Elektrode von Röhren mit mehreren Gittern, angeordnet zwischen Kathode und Anode. Auf das Bremsgitter folgt immer die Anode.

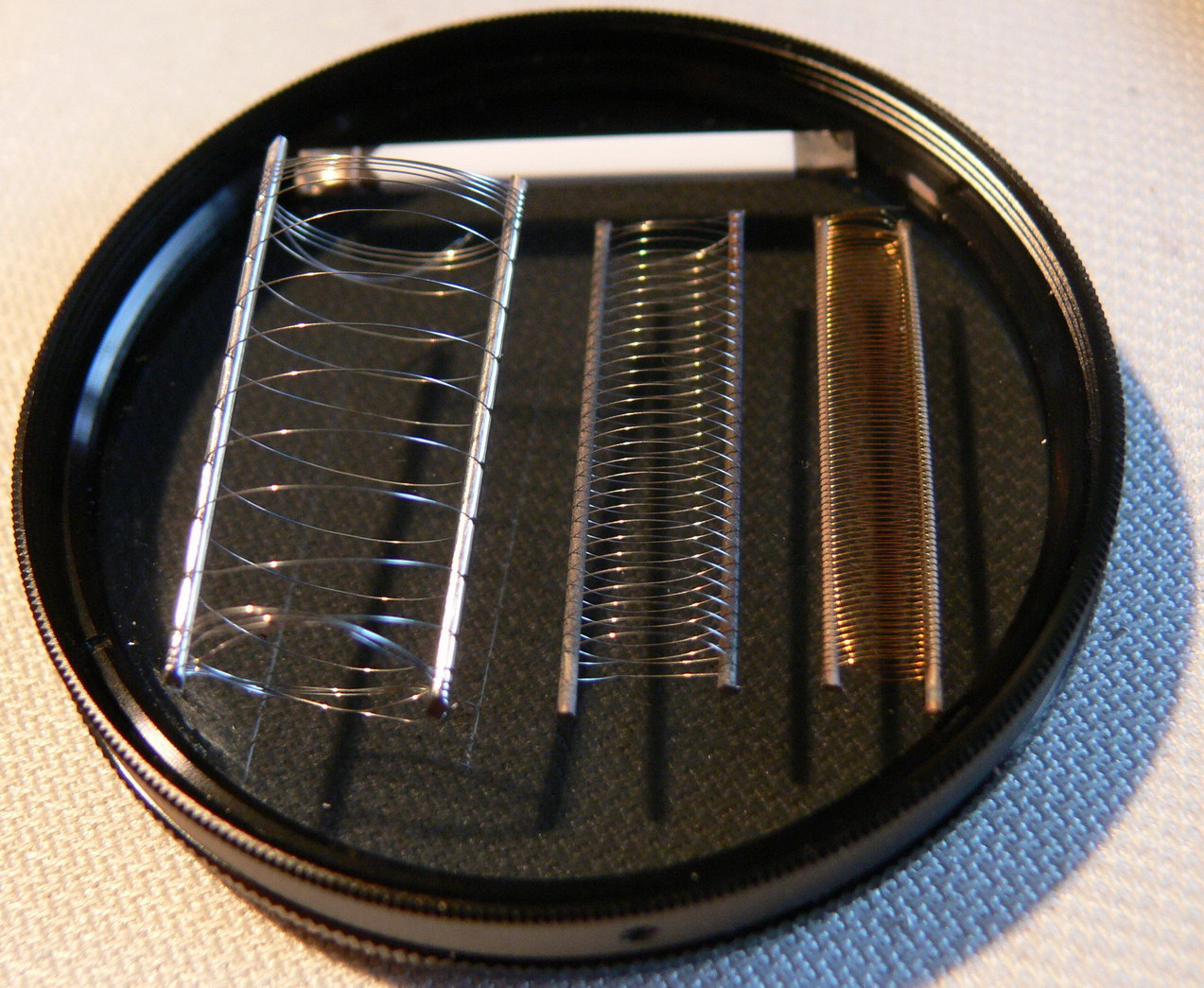
Links das Bremsgitter einer EL84

## Funktion
Die Aufgabe des Bremsgitters ist es, von der Anode herausgeschlagene Sekundärelektronen zur Anode zurück zu lenken. Dies wird dadurch erreicht, dass das Bremsgitter elektrisch dasselbe Potential aufweist wie die Kathode. Oft ist das Bremsgitter auch innerhalb der Röhre fest mit der Kathode verbunden. Der Primärelektronenstrahl aus direkten von der Kathode emittierten und danach vom Schirmgitter beschleunigten Elektronen werden durch das Bremsgitter praktisch nicht beeinflusst. Nur die wesentlich langsameren Sekundärelektronen, welche durch die hohe kinetische Energie der Primärelektronen aus der Anode herausgeschlagen werden, werden durch das Bremsgitter zur Anode zurückgedrängt.
Das Bremsgitter ermöglicht somit einen Betrieb mit geringen Anodenspannungen. Ohne Bremsgitter würden die herausgeschlagenen Sekundärelektronen bei geringen Anodenspannungen, wie sie bei großer Aussteuerung auftreten können, zum Schirmgitter zurückfliegen, den Anodenstrom verringern und dadurch Verzerrungen verursachen. Wenn die Sekundärelektronen das Schirmgitter durch Abgabe ihrer Bewegungsenergie überhitzen, kann die Röhre beschädigt werden.

## Beam-Power-Tetrode
Bei dieser Röhre ist das Bremsgitter als Strahl-Leitblech, das – ähnlich einem Passepartout in der Fotografie – die Elektronen auf ein begrenztes Gebiet der Anode lenkt. Die Funktion ist ansonsten gleich. Diese Art des Bremsgitters wird fast ausschließlich in Endröhren verwendet und wurde entwickelt, um Lizenzgebühren des Philips-Patents auf die Pentode mit herkömmlichem Schirmgitter zu umgehen.
In den Bildern unten sind zwei Röhren mit sehr offener Systemkonstruktion zu sehen. Die EF91 weist ein normales Bremsgitter in der üblichen Spiralbauweise auf, während bei der PL802 ein etwas dunkler gefärbtes Strahlblech zu sehen ist. Das helle Blech mit den zwei Verbindungsstegen ist die Anode.
Ein Bremsgitter wird nur in einer Pentode verwendet, in einer Triode oder Tetrode ist es nicht vorhanden.

Pentoden
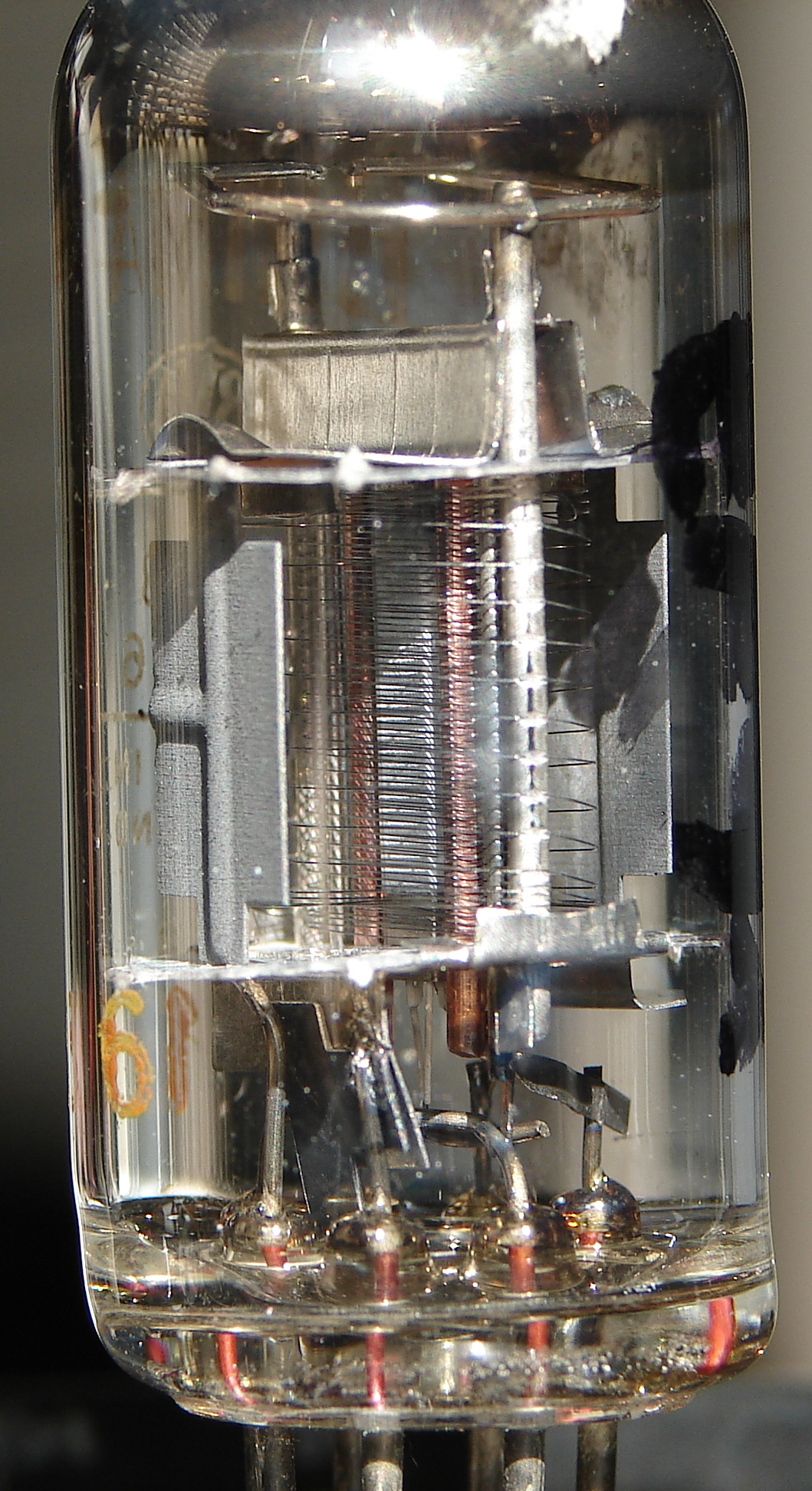
Bremsgitter-Pentode EF91
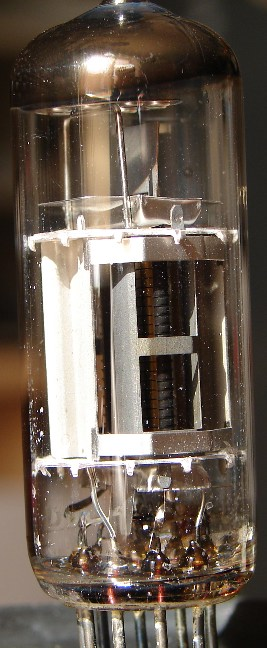
Beam-Power Pentode PL802
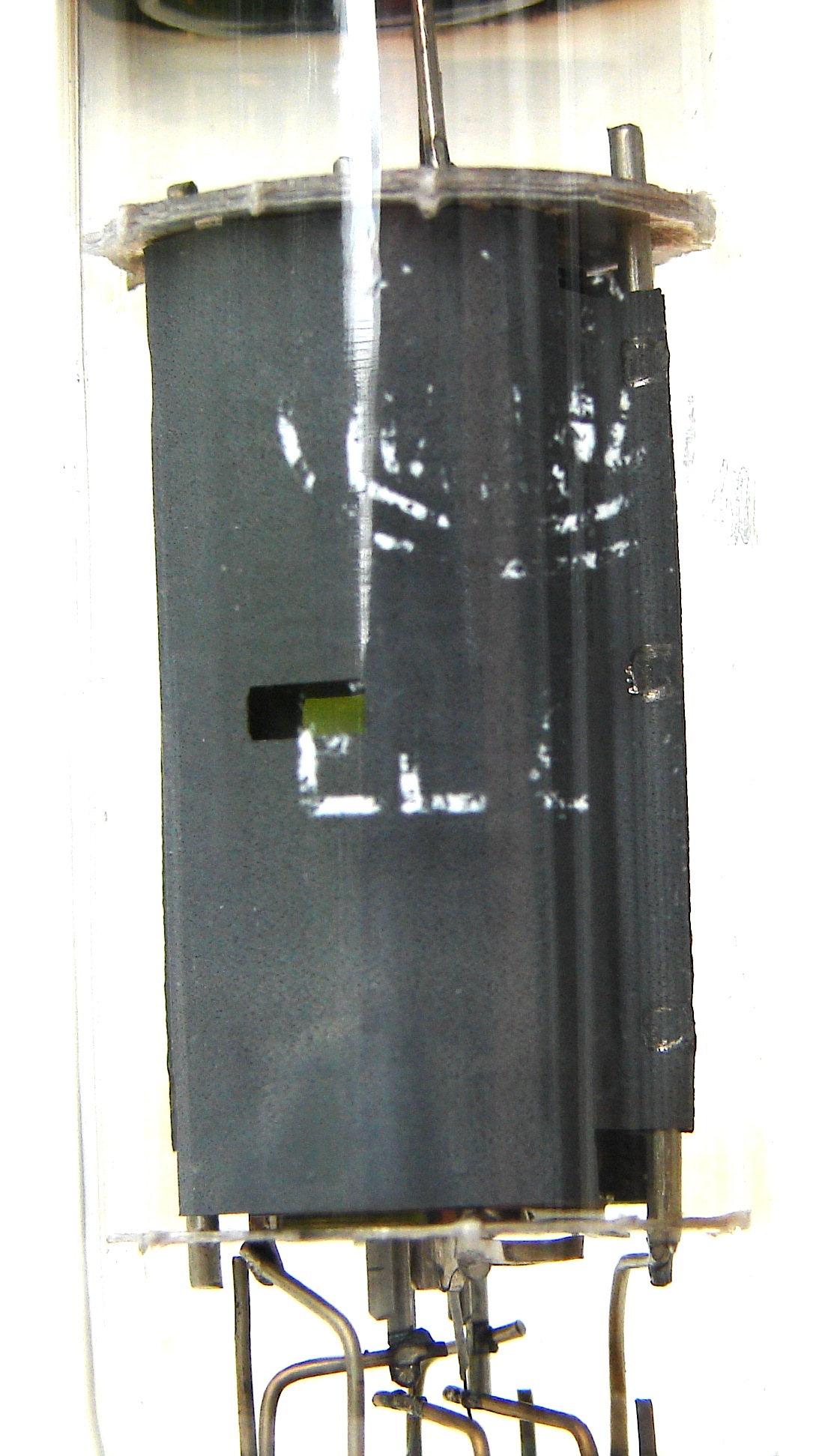
EL84 von SEL als Beam-Power-Variante: Reflektierender Ausschnitt im Anodenblech zeigt das Strahlblech.
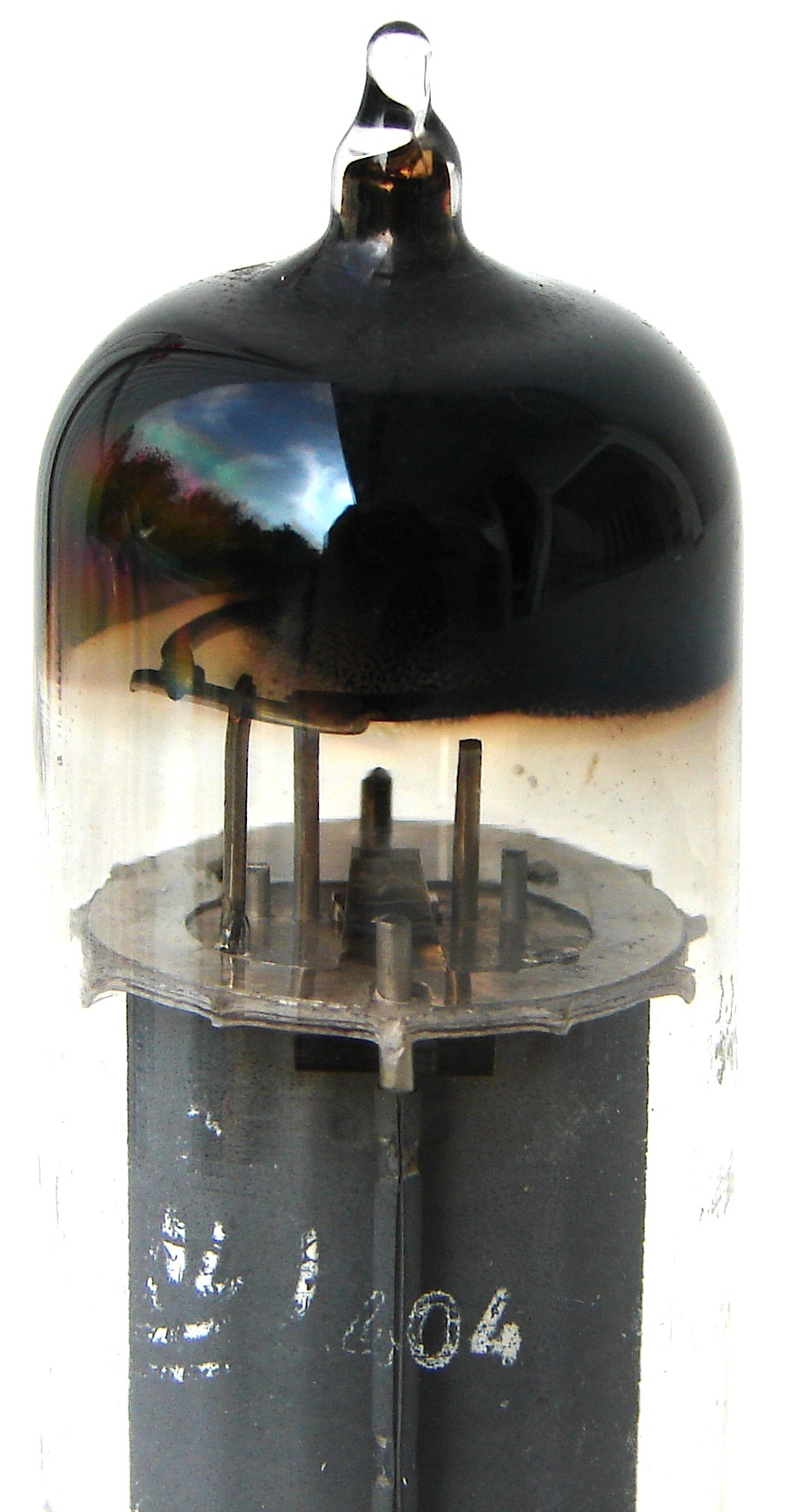
EL84 von SEL als Beam-Power-Variante: Nur zwei Gitterstabpaare erkennbar, Strahlblechlasche verdeckt die Kathode.